# Uroš Murn
Uroš Murn (Novo Mesto, 9 de febrer de 1975) va ser un ciclista eslovè, que fou professional entre 1997 i 2010. El seu major èxit esportiu fou el Campionat d'Eslovènia en ruta de 2004.

## Palmarès
- 1998
  - Vencedor d'una etapa de la Cursa de Solidarność i els Atletes Olímpics
- 1999
  - 1r al Gran Premi Krka
  - Vencedor d'una etapa del Gran Premi Kranj
- 2000
  - Vencedor de 2 etapes del Volta a Croàcia
  - Vencedor d'una etapa de la Volta a Eslovènia
- 2003
  - 1r al Gran Premi Krka
  - 1r a la Stausee-Rundfahrt Klingnau
- 2004
  -  Campió d'Eslovènia en ruta
  - 1r al Gran Premi Krka
- 2005
  - Vencedor d'una etapa de la Setmana Catalana

### Resultats al Giro d'Itàlia
- 2001. 81è de la classificació general
- 2002. 86è de la classificació general
- 2004. 92è de la classificació general
- 2005. 94è de la classificació general

### Resultats a la Volta a Espanya
- 2006. 116è de la classificació general